# 橋本峻輝
橋本 峻輝 (はしもと しゅんき、1998年11月1日 - ) は、宮城県登米市出身のサッカー選手。
ポジションは、フォワード、ディフェンダー。中国サッカーリーグ・ベルガロッソいわみ所属。

## 来歴
ベガルタ仙台の育成組織でプレーしていた。東北高等学校に進学。高校卒業後、国士舘大学に進学した。

### MIOびわこ滋賀
2021年1月27日、JFLに所属しているMIOびわこ滋賀(現・レイラック滋賀)に加入。
2022年11月21日、チームを退団することが発表された。

### 高知ユナイテッドSC
2022年12月16日にJFL・高知ユナイテッドSCに加入した。
2024年12月12日、チームを退団することを発表された。

### ベルガロッソいわみ
2025年1月20日に、中国サッカーリーグ・ベルガロッソいわみに加入した。

## 所属歴
- ベガルタ仙台Jr.
- ベガルタ仙台Jr.ユース
- 東北高等学校
- 国士舘大学
- 2021年 - 2022年 MIOびわこ滋賀
- 2023年 - 2024年 高知ユナイテッドSC
- 2025年- ベルガロッソいわみ